# Рахмонов Аббос Зафар-огли
Аббос Зафар-огли Рахмонов (узб. Abbos Zafar ogli Rahmonov; нар. 7 липня 1998) — узбецький борець вільного стилю, бронзовий призер чемпіонату Азії, учасник Олімпійських ігор.

## Життєпис
Боротьбою почав займатися з 2009 року. У 2013 році став чемпіоном Азії серед кадетів. Наступного року на цих же змаганнях здобув бронзову медаль, а у 2015 — срібну.
У 2016 році Аббос Рахмонов через Олімпійський кваліфікаційний турнір у Стамбулі пробився літні Олімпійські ігри в Ріо-де-Жанейро. Там 18-річний узбецький спортсмен, який був наймолодшим на борцівських змаганнях, у першому ж поєдинку вчисту програв представнику Куби Йовлісу Бонне (0:10).
У 2017 році Рахмонов став бронзовим призером чемпіонату Азії серед юніорів, а у 2018 здобув чемпіонський титул цього турніру. Того ж року дебютував на дорослому рівні на чемпіонаті Азії, де здобув бронзову медаль.
Виступає за спортивне товариство «Динамо» Ташкент. Тренери — Латіф Халімов (з 2009), Олім Хікматов (з 2015).

## Спортивні результати на міжнародних змаганнях

### Виступи на Олімпіадах
| Змагання                    | Збірна     | Вагова категорія          | Місце |
| --------------------------- | ---------- | ------------------------- | ----- |
| Літні Олімпійські ігри 2016 | Узбекистан | вільна боротьба, до 57 кг | 18    |

### Виступи на Чемпіонатах світу
| Змагання                        | Збірна     | Вагова категорія          | Місце |
| ------------------------------- | ---------- | ------------------------- | ----- |
| Чемпіонат світу з боротьби 2018 | Узбекистан | вільна боротьба, до 61 кг | 21    |
| Чемпіонат світу з боротьби 2019 | Узбекистан | вільна боротьба, до 61 кг | 5     |

### Виступи на Чемпіонатах Азії
| Змагання                       | Збірна     | Вагова категорія          | Місце  |
| ------------------------------ | ---------- | ------------------------- | ------ |
| Чемпіонат Азії з боротьби 2018 | Узбекистан | вільна боротьба, до 61 кг | Бронза |
| Чемпіонат Азії з боротьби 2020 | Узбекистан | вільна боротьба, до 65 кг | 5      |

### Виступи на інших змаганнях
| Змагання                                                      | Збірна     | Вагова категорія                 | Місце  |
| ------------------------------------------------------------- | ---------- | -------------------------------- | ------ |
| Турнір Олександра Медведя 2016                                | Узбекистан | вільна боротьба, до 61 кг        | 16     |
| Олімпійський кваліфікаційний турнір з боротьби 2016 (Стамбул) | Узбекистан | вільна боротьба, до 57 кг        | Срібло |
| Меморіал Вацлава Циолковського 2016                           | Узбекистан | вільна боротьба, до 61 кг        | 11     |
| Гран-прі Німеччини з боротьби 2016                            | Узбекистан | вільна боротьба, до 61 кг        | Бронза |
| Кубок мера Пуна з боротьби 2016                               | Узбекистан | вільна боротьба, до 57 кг        | 5      |
| Гран-прі «Іван Яригін» 2017                                   | Узбекистан | вільна боротьба, до 61 кг        | 21     |
| Турнір Яшара Догу 2017                                        | Узбекистан | вільна боротьба, до 61 кг        | 10     |
| Кубок Ахмата Кадирова 2017                                    | Узбекистан | вільна боротьба, до Teamevent кг | 5      |
| Інтерконтинентальний кубок з боротьби 2017                    | Узбекистан | вільна боротьба, до 61 кг        | 18     |
| Гран-прі «Іван Яригін» 2018                                   | Узбекистан | вільна боротьба, до 61 кг        | 5      |
| Турнір Г. Картозія і В. Балавадзе 2018                        | Узбекистан | вільна боротьба, до 61 кг        | Срібло |
| Кубок Алроси 2018                                             | Узбекистан | команда                          | Бронза |
| Турнір Дана Колова — Николи Петрова 2019                      | Узбекистан | вільна боротьба, до 65 кг        | 8      |
| Турнір Олександра Медведя 2019                                | Узбекистан | вільна боротьба, до 61 кг        | Бронза |
| Турнір Аланії з боротьби 2019                                 | Узбекистан | вільна боротьба, до 61 кг        | 5      |

### Виступи на змаганнях молодших вікових груп
| Змагання                                      | Збірна     | Вагова категорія          | Місце  |
| --------------------------------------------- | ---------- | ------------------------- | ------ |
| Чемпіонат Азії з боротьби серед кадетів 2012  | Узбекистан | вільна боротьба, до 46 кг | 7      |
| Чемпіонат Азії з боротьби серед кадетів 2013  | Узбекистан | вільна боротьба, до 50 кг | Золото |
| Чемпіонат світу з боротьби серед кадетів 2013 | Узбекистан | вільна боротьба, до 50 кг | 8      |
| Чемпіонат Азії з боротьби серед кадетів 2014  | Узбекистан | вільна боротьба, до 54 кг | Бронза |
| Чемпіонат світу з боротьби серед кадетів 2014 | Узбекистан | вільна боротьба, до 54 кг | 11     |
| Чемпіонат Азії з боротьби серед кадетів 2015  | Узбекистан | вільна боротьба, до 54 кг | Срібло |
| Чемпіонат світу з боротьби серед кадетів 2015 | Узбекистан | вільна боротьба, до 54 кг | 5      |
| Чемпіонат Азії з боротьби серед юніорів 2017  | Узбекистан | вільна боротьба, до 60 кг | Бронза |
| Чемпіонат світу з боротьби серед юніорів 2017 | Узбекистан | вільна боротьба, до 60 кг | 9      |
| Чемпіонат Азії з боротьби серед юніорів 2018  | Узбекистан | вільна боротьба, до 61 кг | Золото |
| Чемпіонат світу з боротьби серед юніорів 2018 | Узбекистан | вільна боротьба, до 61 кг | 5      |
| Чемпіонат світу з боротьби серед молоді 2021  | Узбекистан | вільна боротьба, до 65 кг | 7      |